# 青岛长途通信枢纽楼
36°04′30.6″N 120°22′21″E / 36.075167°N 120.37250°E
青岛长途通信枢纽楼，又称长途通讯枢纽楼、邮电长话通讯枢纽大厦，位于中国山东省青岛市市南区山东路13号，建于1984-1988年，现为中国联通营业厅。

## 历史
1983年5月，由于报话工作场地狭窄，青岛市邮电局决定在山东路兴建长途通信枢纽楼，用于长途电话交换，载波、微波通讯，会议电话，电报，新闻传真等服务项目。该工程被列为市重点工程，由青岛市重点工程指挥部组织建设，邮电部郑州邮电设计院设计，青岛市第一建筑公司施工，投资2500万元（土建1400万元，设备和内部装修1100万元）。1984年8月15日动工，1985年5月16日举行奠基典礼，时任中共青岛市委书记刘鹏剪彩，市长臧坤、山东省邮电管理局副局长谭学源出席。1987年6月起土建与设备安装同步进行，同年12月主楼土建竣工。1988年8月10日，新装960路同轴电缆载波和500路长途全自动交换设备投产使用。1988年底完成收尾施工项目，1989年1月通过专家现场测试检查。
1988年5月，青岛市邮电局购买瑞士哈斯拉公司T-203型2000线程控用户电报交换机，以安装在长途通信枢纽楼，替代原256线低速数据用户电报交换机，1989年年初开始机房改造、设备安装、软硬件调测，1989年3月29日开通。1989年8月，广西路电报分局的电报设备迁入该楼。长途通信枢纽楼的建成投产使青岛市长途通信的紧张状况有了明显改善。
1998年邮电体制改革，邮政电信部门拆分后，该楼划归电信部门，此后曾为山东省电信公司所使用。现为中国联通青岛分公司山东路营业厅。

## 建筑特色
青岛长途通信枢纽楼总建筑面积18704平方米，地上12层，地下1层，高76米，建筑沿山东路主入口面作大型门楼，整个墙面为实墙面与横向处理的虚窗面相间衬托，顶部为三层高塔楼，强调建筑物重心，南北立面则采用水平带作立向夹板，顶部作透柱廊，形成明快、大方的建筑风格。楼内一楼为营业大厅，其他房间为设备、办公、会议用房。